# Sambucus australis
Sambucus australis, popularmente conhecida como acapora, é uma planta caprifoliácea herbácea da família Adoxaceae, nativa da América do Sul, especificamente no Peru, Brasil e Bolívia. É frequentemente confundida com a espécie Sambucus nigra.

## Descrição
Arbusto perene, atinge 2–3 m de altura, troncos eretos e ramificados geralmente, em grandes grupos por um sistema amplo e duradouro de rizomas subterrâneos. As folhas são opostas, pinadas, 15–30 cm de comprimento., 5-9 folhetos com mau cheiro. Os caules terminam em um corimo 10–15 cm de diâmetro, com numerosas flores brancas (às vezes rosa). Frutos silvestres tóxicos, pretos, pequenos, globuloso, 5–6 mm de diâmetro.
É cultivada como ornamental, pelas suas flores vistosas, multiplicar por sementes e por estacas e cresce rapidamente.

## Usos

### Colheita
De 6 a 8 meses após o plantio, no florescimento. Rendimento: 600 a 1000 kg / ha de flores secas, de 1,5 a 3 t / ha de folhas secas (Correa et al., 1991).
Possui sudorífico, diurético e laxante. As folhas esmagadas em cataplasmas, servir antihemorroida e decisivo.
Sua infusão de flores com açúcar queimado é um remédio recomendado para tosse. Também usado em casos de rubéola, para o qual prepara uma infusão de folhas de salgueiro, à taxa de um punhado, com uma colher de sopa de grãos de cevada em 5 litros de água. (Martinez Crovetto, 1981).

### Propriedades
Flavonóides (rutina, isoquercetina, eldrina), óleos essenciais, mucilagem, pectina, taninos, glicosídeos (sambunigrina), ácido clorogênico, cafeico, ácido cítrico, málico e tartárico, alcalóides (sambucina), açúcares redutores, vitaminas A, C triterpenos, colina, , antocianosídeos, crisantemina (sambucianina).